# 紅星體育場
紅星體育場是一座位於塞爾維亞貝爾格萊德的多功能體育場。它常舉辦足球賽事，是貝爾格萊德紅星的主場。可容納55,538人。

## 外部連結
- 貝爾格勒紅星[永久]

| 前任： 飛燕諾球場 鹿特丹       | 歐洲冠軍聯賽 決賽場館 1973 | 繼任： 博杜安國王體育場 魯塞爾 |
| 前任： 博杜安國王體育場 魯塞爾 | 歐洲國家盃 決賽場館 1976   | 繼任： 羅馬奧林匹克體育場 羅馬 |

44°46′59.52″N 20°27′53.69″E / 44.7832000°N 20.4649139°E